# Dugesia sagitta
Dugesia sagitta là một loài giun dẹp trong họ Dugesiidae. Chúng sống trong các con sông ở Corfu, Hy Lạp. Các mẫu vật của các loài này là dài đến 10 mm và rộng 3 mm.

## Hình ảnh

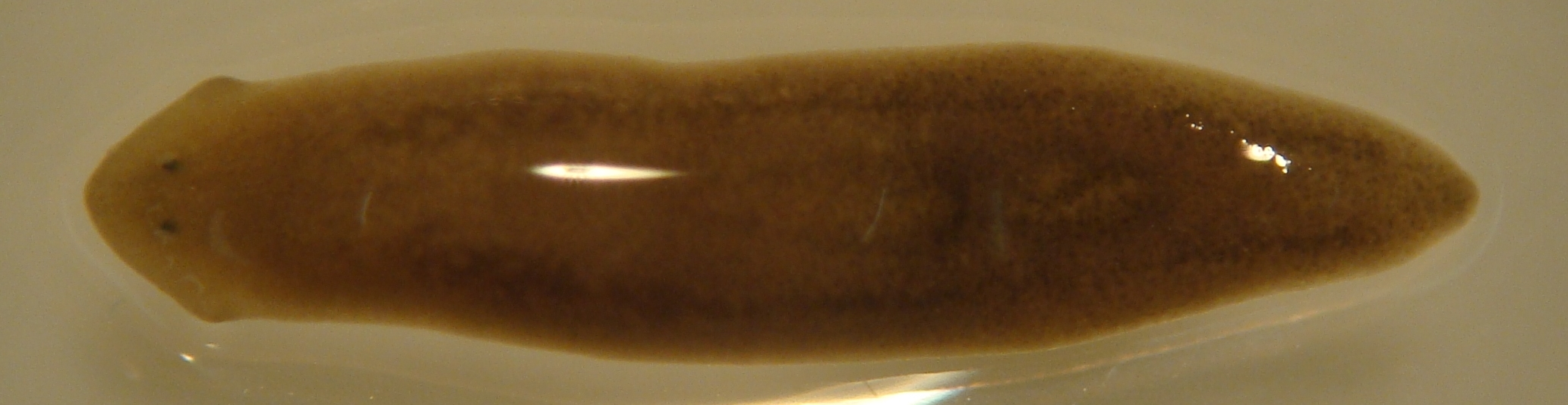